# Bärbar dator

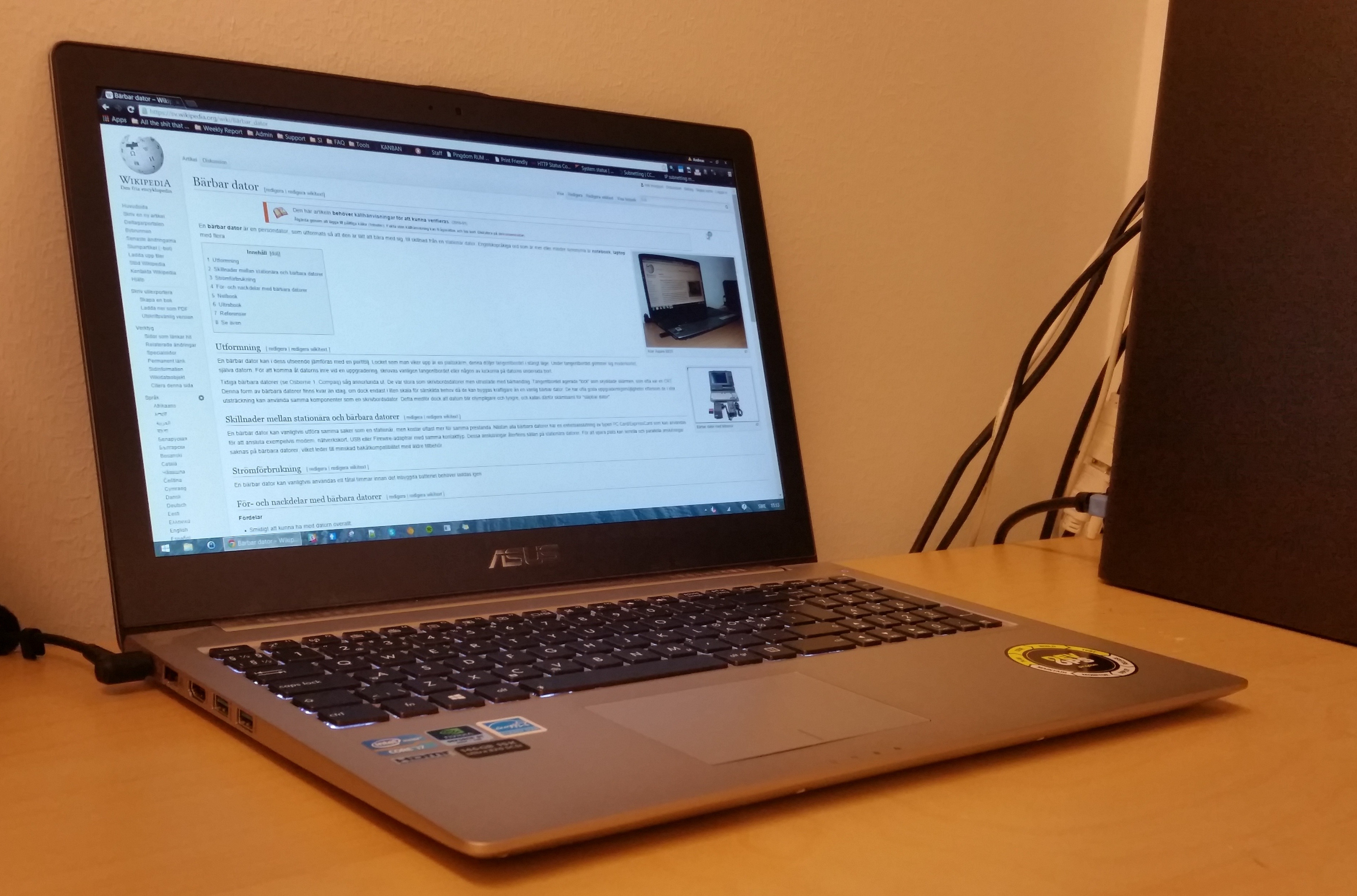
Typisk laptop/ultrabook av märket Asus

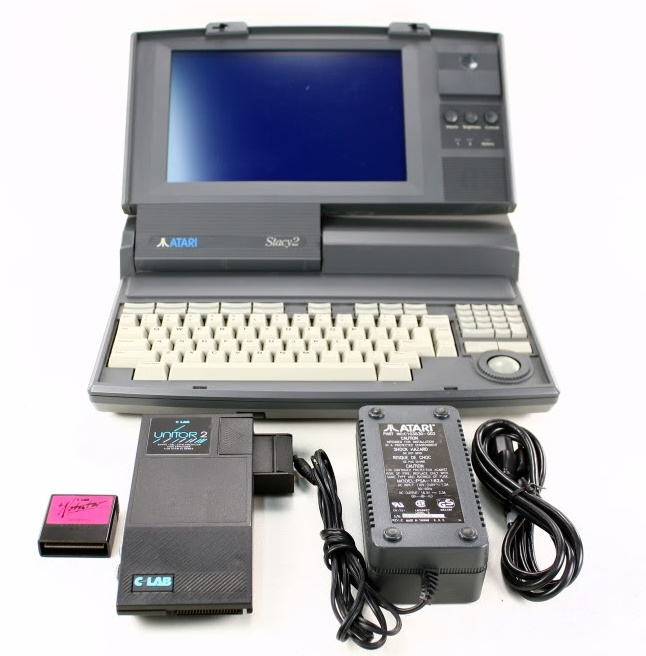
Äldre bärbar dator med tillbehör.

En bärbar dator, laptop eller portföljdator är en persondator utformad så att den ska vara lätt att bära med sig, till skillnad från en stationär dator.
Ursprungligen användes ordet laptop på engelska och då främst om bärbara datorer som vägde över två kilo och var utrustade ungefär som skrivbordsdatorer. Därefter har ordet hamnat även i svenska ordböcker och blivit ett samlingsnamn för olika bärbara datorer.

## Utformning
En bärbar dator kan i dess utseende jämföras med en portfölj. Locket som man viker upp är en plattskärm, denna döljer tangentbordet i stängt läge. Under tangentbordet döljer sig datorns komponenter. För att komma åt datorns inre vid en uppgradering, skruvas vanligen tangentbordet eller någon av luckorna på datorns undersida bort.
Tidiga bärbara datorer (se Osborne 1 och Compaq) såg annorlunda ut. De var stora som skrivbordsdatorer men utrustade med bärhandtag. Tangentbordet agerade "lock" som skyddade skärmen, som ofta var en CRT. Denna form av bärbara datorer ersattes väsentligen av hopfällbara datorer men i vissa sammanhang med höga krav på prestanda och hållbarhet överlevde formatet längre då sådana datorer kan byggas kraftigare och med bättre möjligheter till uppgradering då de designats med samma komponenter som en skrivbordsdator. Detta medför dock att datorn blir otympligare och tyngre, och kallas därför skämtsamt för "släpbar dator".

## Skillnader mellan stationära och bärbara datorer
En bärbar dator kan vanligtvis utföra samma saker som en stationär, men blir varmare då det är sämre luftgenomströmning i chassit och att de även har begränsat utrymme för att kunna ha fläktar och kylsystem med samma kylningskapacitet som hos stationära datorer. Det kan avhjälpas med en kylplatta som placeras under datorn och skapar ett kylande luftflöde undertill. Bärbara datorer brukar även ha mer begränsat utrymme för interna tillbehör, men vid behov finns det många externa tillbehör i handeln. Fram till mitten av 2000-talets första decennium hade de flesta bärbara datorer en enhetsanslutning av typen PC Card/ExpressCard som kunde användas för att ansluta exempelvis modem, nätverkskort, USB eller Firewire-adaptrar med samma kontakttyp. Dessa anslutningar återfinns sällan på stationära datorer eller bärbara datorer tillverkade från 2010-talet och framåt. På grund av platsbrist kan seriella och parallella anslutningar saknas på bärbara datorer, vilket leder till minskad bakåtkompatibilitet med äldre tillbehör. Det finns dock adaptrar för dessa kontakter att ansluta i USB-uttagen.
En stationär dator behöver kompletteras med en bildskärm, ett tangentbord och en mus. En bärbar dator har inbyggd skärm, inbyggt tangentbord, inbyggt pekdon (sedan tidigt 2000-tal har pekplatta varit helt dominerande) för datorer med fysiskt tangentbord). Vid behov går det även att ansluta externa tillbehör, antingen trådlöst via Bluetooth, genom att ansluta dessa direkt i datorns kontakter eller genom att ansluta datorn till en docka eller grenkontakt som tillhandahåller fler kontakter för externa tillbehör.

## Strömförbrukning
En bärbar dator kan vanligtvis användas ett antal timmar innan det inbyggda batteriet behöver laddas igen. Det går även att använda nätdrift. PC-tidningen rekommenderar att man använder nätdrift när man har möjlighet, för att få ut det mesta av batteriets livslängd.

## Netbook
Netbook är en typ av bärbar dator som i regel är mindre storleksmässigt än en bärbar dator, är lättare och har sämre prestanda. Dessa var främst populära kring år 2010 och från 2012 används även ordet ultramobil för den typen av datorer.

## Ultrabook
Ultrabook är Intels benämning på ultraportabla laptops. Bland kraven för att klassas om ultrabook är att tjockleken uppgår till max 21 mm och vikten understiger 1,3 kg. 